# Anthurium penae
Anthurium penae är en kallaväxtart som beskrevs av Thomas Bernard Croat. Anthurium penae ingår i släktet Anthurium och familjen kallaväxter. Inga underarter finns listade.